# Berwangen
Berwangen is een plaats in de Duitse gemeente Kirchardt, deelstaat Baden-Württemberg.